# Sher Ali Khan
Sher Ali Khan (Kabul, 1825 – Mazar-e Sharif, 21 febbraio 1879) è stato emiro dell'Afghanistan dal 1863 al 1866 e dal 1868 fino alla sua morte. Era uno dei figli di Dost Mohammed Khan, fondatore della dinastia reale dei Barakzai dell'Afghanistan.

## Biografia
Sher Ali Khan prese il potere in Afghanistan alla morte del padre, ma venne poco dopo detronizzato dal fratello maggiore, Mohammad Afzal Khan. Ne seguì una guerra civile sino a quando Sher Ali Khan non riuscì a sconfiggere il fratello e a riottenere per sé il titolo di emiro.

### Le riforme
Il regno di Sher Ali Khan come emiro viene spesso ricordato come un periodo di profonde riforme nel regno dell'Afghanistan. Creò per la prima volta dei ministeri, applicò una riforma militare, introdusse il primo servizio postale nazionale e promosse per primo l'uso della lingua pashto.
Sher Ali Khan tentò anche di limitare il potere dei membri della sua stessa famiglia. Non permise infatti ai suoi figli di amministrare delle province del regno com'era in uso, nominando invece dei governatori a lui leali. Istituì inoltre un consiglio di stato composto da 12 membri per coadiuvarlo nelle varie questioni di stato. Creò diversi ministeri tra cui l'incarico di primo ministro (Sadr-i Azam/صدر اعظم), quello di ministro delle finanze, di ministro dell'interno, di ministro della guerra, degli esteri e del tesoro.
Sotto il regno di Sher Ali Khan, l'Afghanistan venne diviso in cinque province: Kabul, Herat, Afghan Turkestan, Kandahar, e Farah. Formalmente la provincia di Farah era sottoposta a quella di Herat, ma de facto era indipendente e venne affidata ad un cugino del sovrano, Sadar Mohammad Afzal (da non confondere con Mohammad Afzal Khan.)
Durante il suo regno, Sher Ali Khan avviò un progetto di modernizzazione delle forze armate afghane, standardizzando uniformi ed equipaggiamenti. Dopo che il governo inglese gli ebbe donato una batteria d'artiglieria e diverse mitragliatrici nel 1869, Sher Ali realizzò il potenziale dell'artiglieria e avviò una revisione del proprio arsenale. Fu creato poco dopo l'arsenale di Bala Hissar che produceva cinque cannoni al mese. Malgrado questi successi nella produzione di nuove armi, la mancanza di ufficiali competenti e la scarsa disciplina degli uomini fece sì che molti di questi nuovi cannoni finissero poi nelle mani degli inglesi nel corso della seconda guerra anglo-afghana. Le forze britanniche catturarono più di 250 cannoni agli afghani durante quella sola campagna.
Sher Ali Khan subì pressioni nelle sue posizioni oltre che dall'Impero britannico anche da quello russo, mentre cercava di mantenere l'Afghanistan in posizione neutrale nel corso del conflitto tra le due potenze. Nel 1878, la fragile neutralità in cui si trovava lo stato decadde e Sher Ali Khan venne costretto a cedere alle richieste dei russi. Gli inglesi, vedendo questo come la conferma delle inclinazioni di Sher Ali Khan a favorire i piani della Russia, marciarono su Kabul con le loro forze. Sher Ali Khan optò per lasciare la capitale per cercare aiuto politico e militare presso i russi. Morì a Mazar-e Sharif, lasciando il trono a suo figlio Mohammad Yaqub Khan.